# Klein Bierstedt
Klein Bierstedt ist ein Ortsteil der Gemeinde Rohrberg im Altmarkkreis Salzwedel in Sachsen-Anhalt, Deutschland.

## Geographie
Das Dorf Klein Bierstedt liegt etwa zwei Kilometer nordwestlich der Gemeinde Rohrberg und 17 Kilometer südwestlich der Kreisstadt Salzwedel in der Altmark.
Nachbarorte sind Hohengrieben im Nordwesten, Groß Bierstedt im Nordosten, Rohrberg im Südosten und Stöckheim im Südwesten.

## Geschichte

### Mittelalter bis Neuzeit
Klein Bierstedt wurde ursprünglich als kleines Sackgassendorf mit Kirche angelegt, wie auf dem Urmesstischblatt von 1823 zu erkennen ist.
Als erste urkundliche Erwähnung von Klein Bierstedt gilt die Nennung von Biersted scilicet Teutonico oder Bierstidde scilicet teutonico aus dem Jahre 1304, als Friedrich, Bischof von Verden die beiden Kirchen in Bierstedt weiht. Im Landbuch der Mark Brandenburg von 1375 wird der Ort als Dutschen Birstede aufgeführt.
Weitere Nennungen sind 1591 Deüdsche Biehrstede, 1608 Teutsch Bierstedt und schließlich 1804 Klein Bierstedt, ehedem Deutsch Bierstedt.

### Lafrohnberg und Burg Bierstedt
Bei Klein Bierstedt auf dem Lafronberg soll sich eine Burganlage befunden haben, eine Wald- oder Sumpfburg. 1352 wird diese noch erwähnt, danach folgte die Belagerung und Zerstörung.
Der Lafrohnberg ist eine kaum sichtbare Erhöhung am Feldweg von Klein Bierstedt nach Rohrberg, etwa 300 Meter südsüdöstlich des Dorfes. Es sind keine Befestigungsspuren mehr erhalten. Um 1870 soll die Anlage der früheren Burg noch erkennbar gewesen sein. Es muss sich um eine verhältnismäßig kleine Burg gehandelt haben, die in kreisförmigem Grundriss inmitten sumpfiger Wiesen lag, also eine Wasserburg. Später fand man auch Mauerreste, die wahrscheinlich als Unterbau für einen hölzernen Oberbau gedient haben.
Der Historiker Peter Rohrlach bemerkt dazu: „Ob das 1352 urkundlich genannte Schloß Berstede zu dessen Eroberung sich die von Bartensleben und die von der Schulenburg mit dem Herzog von Braunschweig-Lüneburg verbanden, etwas mit diesem Bierstedt zu tun hat, mag zweifelhaft sein.“

### Eingemeindungen
Klein Bierstedt und Groß Bierstedt gehörten ursprünglich zum Salzwedelischen Kreis der Mark Brandenburg in der Altmark. Von 1807 bis 1813 lagen sie im Kanton Beetzendorf auf dem Territorium des napoleonischen Königreichs Westphalen. Nach weiteren Änderungen kamen sie 1816 in den Kreis Salzwedel, den späteren Landkreis Salzwedel im Regierungsbezirk Magdeburg in der Provinz Sachsen in Preußen.
Am 1. Oktober 1937 erfolgte der Zusammenschluss der Gemeinden Klein Bierstedt und Groß Bierstedt zu einer Gemeinde mit dem Namen Bierstedt. Durch den Zusammenschluss der Gemeinde Bierstedt mit anderen Gemeinden zur neuen Gemeinde Rohrberg am 1. Januar 2009 kamen beide Ortsteile zu Rohrberg.

### Einwohnerentwicklung
| Jahr | Einwohner |
| ---- | --------- |
| 1734 | 46        |
| 1774 | 55        |
| 1789 | 42        |
| 1798 | 56        |
| 1801 | 58        |
| 1818 | 32        |

| Jahr | Einwohner |
| ---- | --------- |
| 1840 | 64        |
| 1864 | 76        |
| 1871 | 73        |
| 1885 | 61        |
| 1892 | [00]58    |
| 1895 | 61        |

| Jahr | Einwohner |
| ---- | --------- |
| 1900 | [00]65    |
| 1905 | 69        |
| 1910 | [00]76    |
| 1925 | 77        |
| 2015 | [00]45    |
| 2018 | [00]42    |

| Jahr | Einwohner |
| ---- | --------- |
| 2020 | [00]41    |
| 2021 | [00]41    |
| 2022 | [00]45    |
| 2023 | [0]43     |

Quelle, wenn nicht angegeben, bis 1925:

## Religion
Die evangelische Kirchengemeinde Klein Bierstedt gehörte früher zur Pfarrei Rohrberg. Im Jahre 2003 wurden die Kirchengemeinden Rohrberg, Groß- und Klein Bierstedt, Mellin, Stöckheim, Tangeln und Püggen zum Kirchspiel Rohrberg vereinigt, das heute betreut wird vom Pfarrbereich Beetzendorf im Kirchenkreis Salzwedel im Bischofssprengel Magdeburg der Evangelischen Kirche in Mitteldeutschland.

## Kultur und Sehenswürdigkeiten
- Die evangelische Dorfkirche Klein Bierstedt ist ein Neubau aus dem 20. Jahrhundert.[18] Die ursprüngliche Kirche war 1304[5] geweiht worden, ist aber zwischen 1904 und 1908 eingreifend umgebaut worden. Sie ist im Kern ein Rechtecksaal. Der quadratische Westturm hat ein Fachwerkobergeschoss und ein Zeltdach.[1] Die Kirche ist eine Filialkirche der Kirche in Rohrberg.[19]
- Der Friedhof liegt westlich des Dorfes.